# カール・ローザ・オペラ・カンパニー

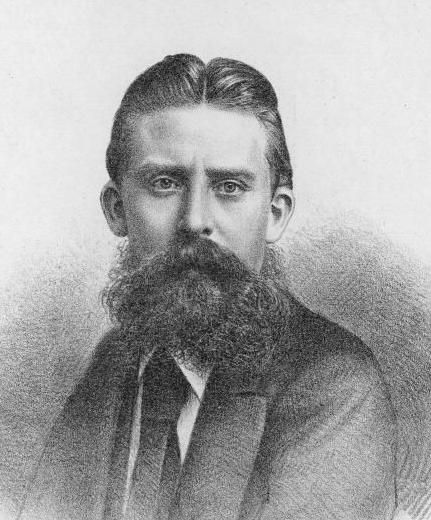
カール・ローザ

カール・ローザ・オペラ・カンパニー（Carl Rosa Opera Company）は、ドイツ出身の音楽興行主のカール・ローザと、その妻でイギリスのソプラノ歌手であったユーフロジーヌ・パレパ＝ローザが、ロンドン及びイギリス各地に英語のオペラを届けるべく1873年に設立した劇団。一座は地位の確立したオペラスターと若手歌手を織り交ぜて起用し、求めやすい価格でチケットを販売して新たなオペラ観客に訴求しつつ、イギリス国内で多数のオペラの新作を初演した。1889年のローザの死後も存続した一座はツアーを行って英語のオペラを公演し続けたが、1960年に資金難により閉鎖を余儀なくされた。1997年に再興された同劇団は、ギルバート・アンド・サリヴァンによるものをはじめとした軽妙なオペラを主として上演している。

## 背景

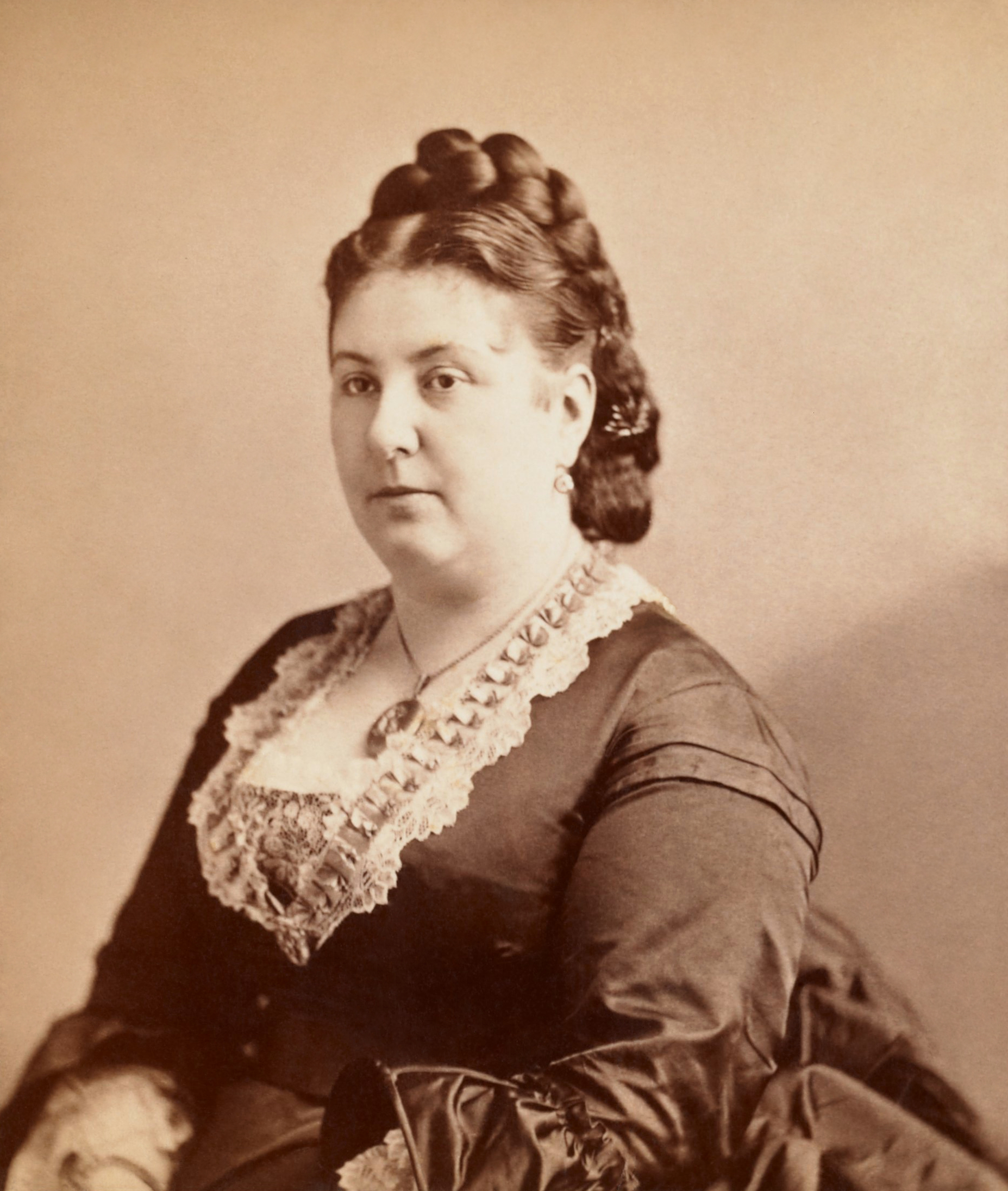
ユーフロジーヌ・パレパ＝ローザ

カール・ローザはカール・アウグスト・ニコラウス・ローゼとして、ドイツのハンブルクで地元の実業家の息子として生まれた。ヴァイオリンの神童であったローゼはライプツィヒとパリの音楽院で学んだ。1863年にハンブルクでコンサートマスターに任用され、時おり指揮をする機会を得ることができた。彼はまもなくイングランドとアメリカ合衆国で指揮者として大きな成功を収めることになる。1866年から1867年にかけて楽団の指揮者としてアメリカツアーをしている最中、帯同していたスコットランドのソプラノのユーフロジーヌ・パレパと結婚した。
1869年から1872年にかけて、ローザと妻は自らの一座でアメリカ中をまわった。そこではパレパはスターでローザは指揮者を務めた。一座はオペラ公演が行われたことのない土地を巡るのに加え、イタリアオペラを英語で上演することにより作品をアメリカの聴衆にも馴染みやすいものとしていった。

## 草創期
1872年、ローザはイングランドへと帰国し、さらにヨーロッパとエジプトも訪れた。翌年、9月1日にマンチェスターでウィリアム・ヴィンセント・ウォレスの『マリターナ』を上演して「カール・ローザ・オペラ」を旗揚げし、イングランドとアイルランドへの巡業に出た。ローザはオペラを英語で公演することをポリシーに掲げており、これは一座の決まりであり続けた。パレパが病に倒れて1874年1月にこの世を去ると、ローザは1881年にジョゼフィーヌ（1927年没）と再婚して4人の子を儲けた。1874年11月に一座は初めてとなるスコットランド訪問を行った。グラスゴーのプリンス・オブ・ウェールズ劇場で2週間のシーズンに臨んだ一座は、この後も何度も同地を訪れることになる。一座のはじめてとなるロンドンでのシーズンは1875年9月にプリンセス・シアターで幕を開けた。演目はモーツァルトの『フィガロの結婚』で、チャールズ・スタンリーがフィガロを、ローズ・ハーシーがスザンナを演じた。1876年に2度目のロンドンでのシーズンに臨んだローザは、スタンリーをタイトル・ロールに据え、初めての英語での公演となるワーグナーの『さまよえるオランダ人』を呼び物とした。

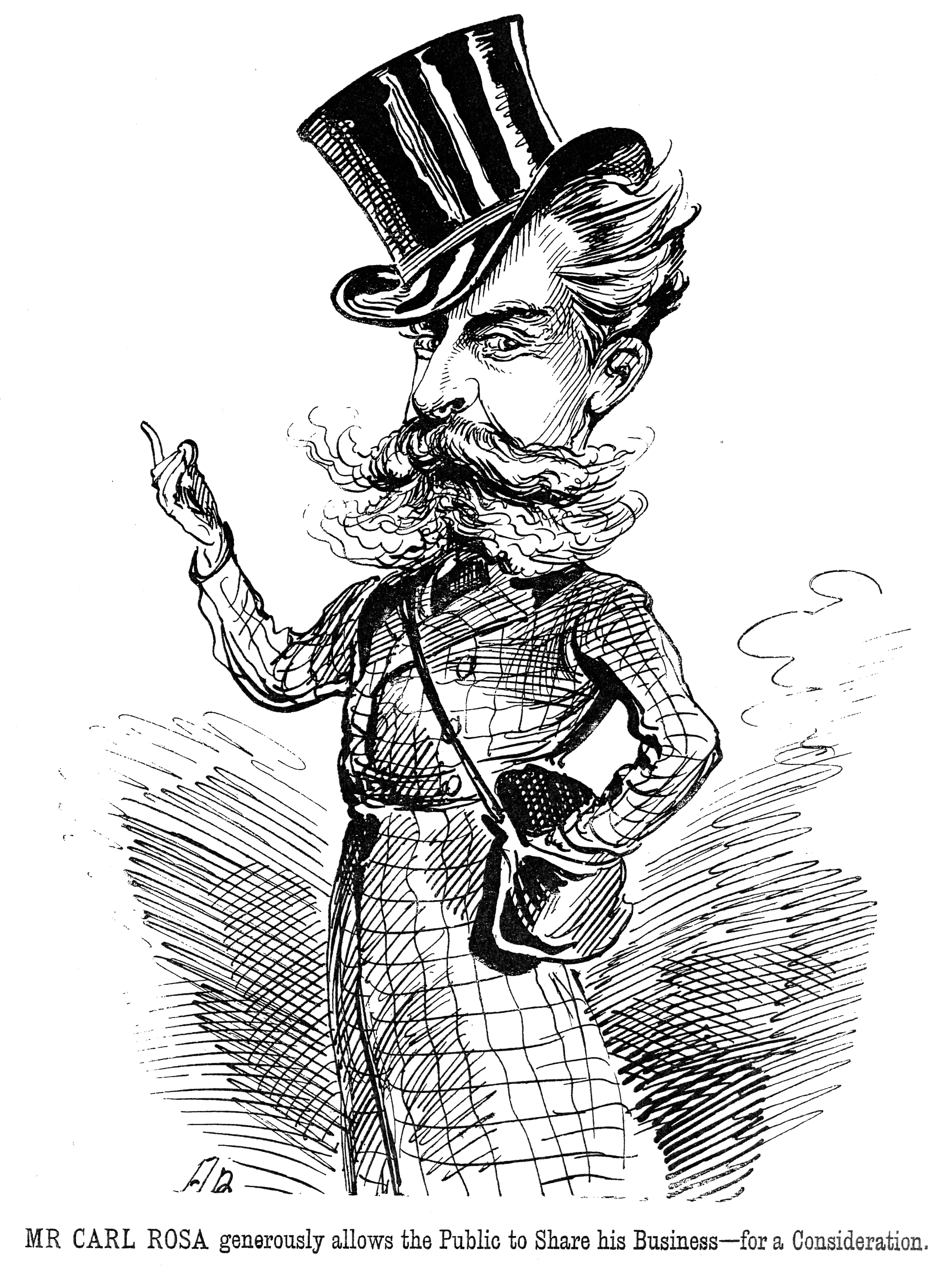
1887年の『Entr'acte』誌に掲載されたローザの風刺画。

続く15年の間は地方巡業とロンドンでのシーズンをこなし、シアター・ロイヤルでは頻繁にオーガスタス・ハリスと組み、一座は繁栄するとともに好評を博していった。成功の度合いは凄まじく、ある時にはカール・ローザの巡業部隊が3組編成されるほどであった。1892年10月にはローザのグランド・オペラ・カンパニーが王室の称賛に与り、勅命を受けてバルモラル城にてドニゼッティの『連隊の娘』を上演した。フランス系アメリカ人のゼリー・ド・リュサンがヒロインのマリーを歌い、エインズリー・クックは「軍曹シュルピスとしてヴィクトリア女王を大いに楽しませた」という。権威ある音楽関係の参考図書である『ニューグローヴ世界音楽大事典』の編者であるジョージ・グローヴは、1880年に次のように書いている。「作品を舞台に乗せる慎重な方法、リハーサルの回数、演者の名声の高さ、そして演者の卓越性はその正当な成果を生み始めている。そして、カール・ローザ・オペラ・カンパニーは恒久的なイングランドの組織となっていくことであろう。」
一座は多数の重要なオペラの演目をイングランドに初めて持ち込んでおり、年数をかけて150作品ほどの様々なオペラを上演していった。スタンリーとハーシーの他にも、ブランシュ・コール、ミニー・ホーク、アリス・エスティ、ファニー・ムーディ、アリス・バース、ジョージナ・バーンズ、ジョセフ・マース、バートン・マクガキン、ジュリア・ウォリック、ウィリアム・ルドウィッグなどの有名歌手が、結成初期の一座と共演した。成功を収めた演目にはケルビーニの『二日間、または水の運搬人』（1875年）、スタンリーをタイトル・ロールに起用した『さまよえるオランダ人』（1876年）、セリーナ・ドラーロがタイトル・ロール、ダーウォード・レリーがドン・ホセを演じた『カルメン』（1879年）、『リエンツィ』（1879年）、『ローエングリン』（1880年）、『タンホイザー』（1882年）、そしてイギリス初演となったプッチーニの『ラ・ボエーム』（1897年）がある。1879年から1885年にかけてはアルベルト・ランデッガーが一座の音楽監督を務め、1897年から1900年にかけてはグスターヴ・スラッポフスキが首席指揮者を任された。

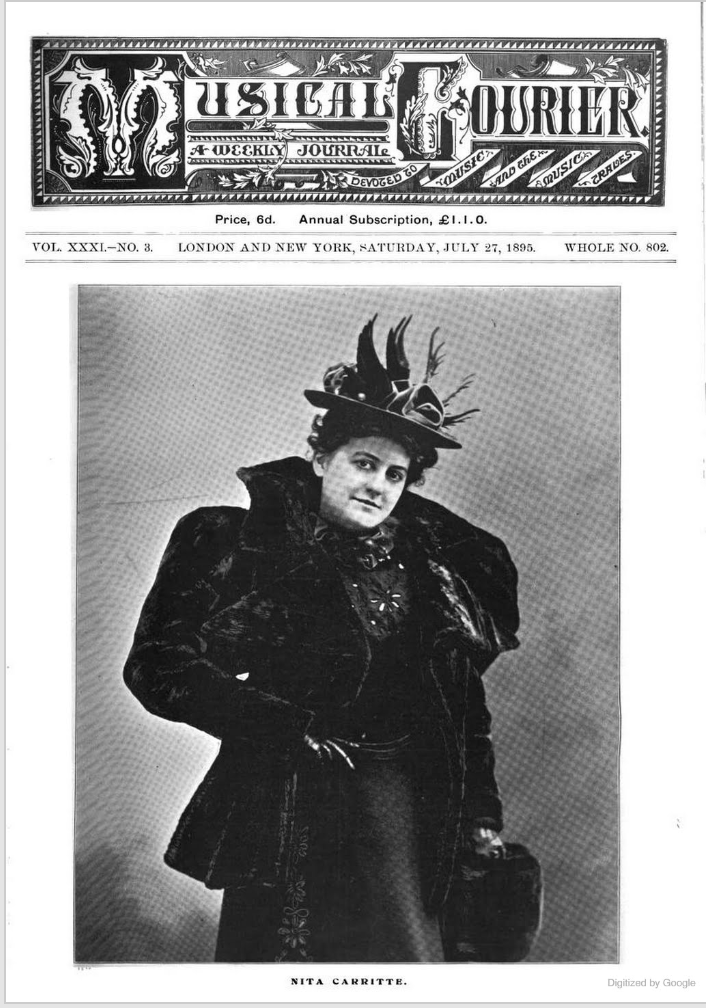
一座のプリマ・ドンナだったニータ・カリット、1895年。

さらに一座はイングランドの作曲家の新作も奨励し、支援を行った。一座は計6作のオペラを委嘱しており、1876年の『ポーリーン』（フレデリック・コーウェン）、1883年の『エスメラルダ』（アーサー・ゴーリング・トーマス）、1883年の『コロンバ』、1884年の『カンタベリーの清教徒たち』（チャールズ・ヴィリアーズ・スタンフォード）、1886年『トロバドゥール』（アレグザンダー・マッケンジー）、1887年の『Nordisa』（フレデリック・コーダー）がそうした作品である。また一座はウォレス、マイケル・バルフ、ジュリアス・ベネディクトによる古くからのイングランドのオペラもレパートリーとした。『ボヘミアの少女』や『マリターナ』といった定評のある作品のみならず、バルフの『サンタネッラ』（1858年）やウォレスの『ラーライン』（1860年）などの知名度の低いオペラも取り上げたのである。

## ローザの死と一座の存続
カール・ローザは1889年4月30日、パリで突然の客死を遂げ、ロンドンのハイゲイト墓地に埋葬された。死の2年前にローザは自身のオペラ興行会社を有限責任会社に移行しており、会社は彼が没した時点で財政的にも芸術的にも良好な状態にあった。1893年にはハミルトン・クラークが一座の指揮者に任用された。1897年にはプッチーニの『ラ・ボエーム』を作曲者本人の監修の下でマンチェスターにおいてイギリス初演している。その後、「大衆」をオペラへ引き付けることを狙い、コヴェント・ガーデンで1シーズンの興行を値引き価格で実施した。
1900年に一座は財政的な問題に見舞われていた。経営を引き継いだ指揮者のヴァルター・ヴァン・ノールデンとその兄弟のアルフレートが、経営状態と芸術水準を立て直したことによって一座は救われることになる。コヴェント・ガーデンでは1907年から1908年と1909年に2つのシーズンを提供し、ウジェーヌ・グーセンス2世の指揮による『タンホイザー』と『トリスタンとイゾルデ』の新演出などが披露された。一座は第一次世界大戦後も存続し、ヴァルター・ヴァン・ノールデンの急死後もイギリス国内で巡業を続けた。オリーヴ・ギルバート、パリー・ジョーンズ、そして一座のコヴェント・ガーデンでの戦後の3回のシーズンで『蝶々夫人』の蝶々夫人、『カヴァレリア・ルスティカーナ』のサントゥッツァを歌ったエヴァ・ターナーなど、多くのイギリスの若手歌手が一座に加わった。
1924年に再び財政危機に見舞われた後、H・B・フィリップスが一座のオーナー、支配人となり、再度団体を健全な財政基盤の上に置きなおした。1920年代と1930年代はロンドンでの定期的なシーズンと大規模な地方巡業が交代する形で続いていった。第二次世界大戦中には一部の公演を縮小せざるを得なかったが、一座はロンドンと地方でのシーズンで公演をし続けた。1930年代、1940年代を彩る歌い手にはドーラ・ラベット、ジョーン・ハモンド、ヘドル・ナッシュ、ノーマン・アリン、マリーナ・デ・ガバライン、オタカル・クラウスらがいる。指揮者陣にはハロルド・グレイ（1943年-1946年）の他に、避難してきていたワルター・ジュスキント（1942年-1944年）、ヴィレム・タウスキー（1945年-1949年）、ペーター・ゲルホルンがいる。

## 旧一座の終焉と新しい一座の誕生

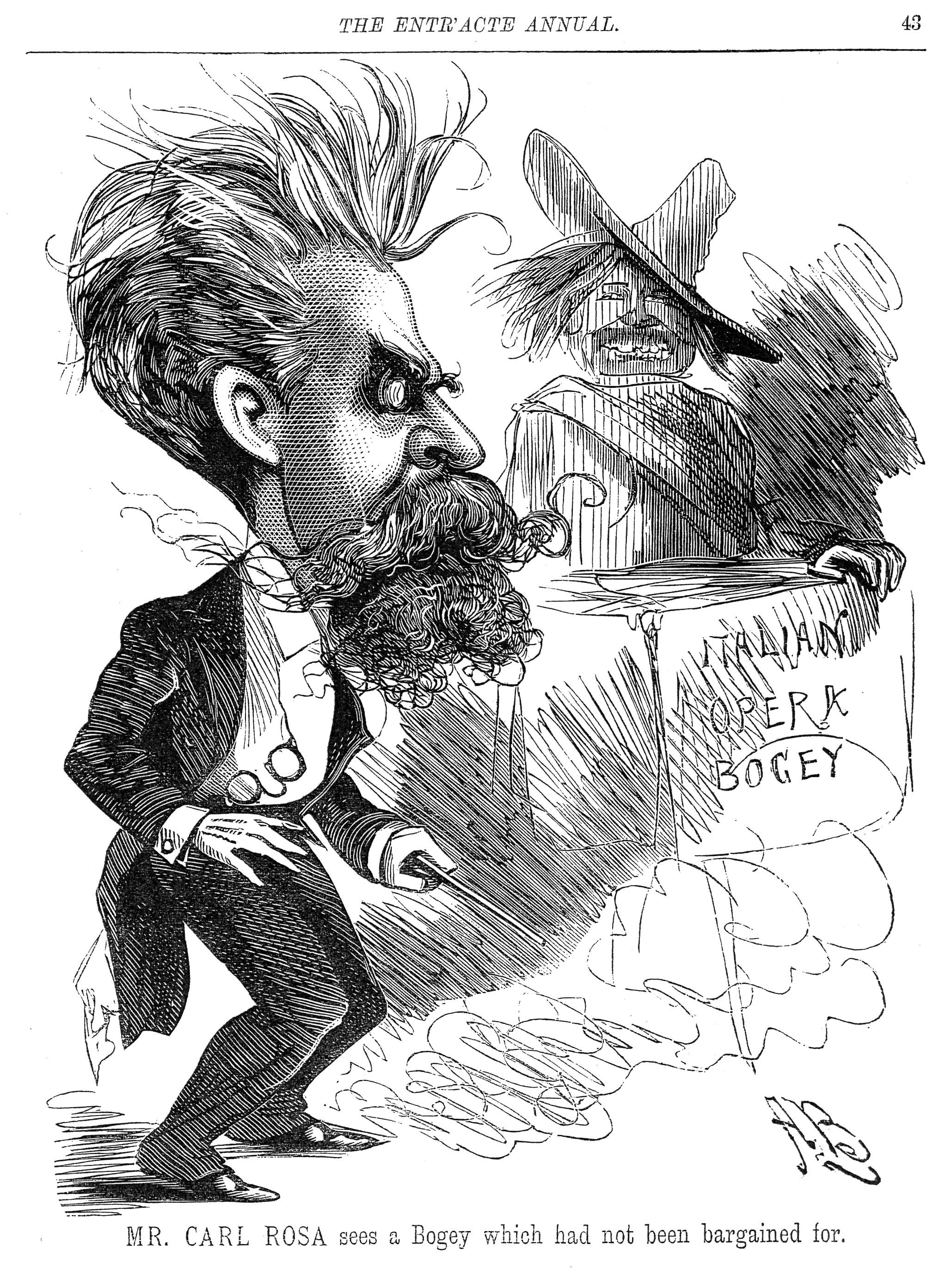
イタリアオペラの幽霊に驚かされるカール・ローザの風刺画。アルフレッド・ブライアン画、1886年。

フィリップスが1950年に他界した。1953年に英国芸術評議会との共同でカール・ローザ・トラストが創設された。評議会は当時フィリップス未亡人のアネットの運営となっていた一座の支援にも合意した。1955年と1956年にはサドラーズウェルズ劇場でのシーズンを届けた。1950年代の音楽監督はアーサー・ハモンドである。この時期の歌手にはドラマティック・ソプラノのルース・パッカー、テノールのチャールズ・クレイグ、バリトンのジョゼフ・ウォードらがいる。演目は伝統的なものであったが、プッチーニの『マノン・レスコー』やベルリオーズの『ベンヴェヌート・チェッリーニ』といった珍しいオペラもレパートリーに入っていた。
アネット・フィリップスが1957年に一座の支配人を退任し、教授のハンフリー・プロクター＝グレッグが後任に就いた。同時期にサドラーズ・ウェルズ・オペラの評議会が2つのオペラ団を統合すべく交渉を持ち掛けてきた。この交渉はオペラ界隈の一部に憤りをもたらし、サドラーズ・ウェルズの音楽監督（アレクサンダー・ギブソン）と管理部門の長たち（ノーマン・タッカーとスティーヴン・アーレン）が抗議のために職を辞した。この講義に呼応してウェールズ・ナショナル・オペラの評議会もカール・ローザ・オペラを合併すべく近づいてきていた。騒乱が続く中、プロクター＝グレッグをはじめ、カール・ローザ・トラストの会長であったドナルド・ウォルフィット、管財人のアストラ・デズモンドとノーマン・アリンも辞職するという事態になった。芸術評議会は「[カール・ローザの一座を]抹殺すべく最大限のことをしている」と貴族院で非難され、助成金を引き上げた。カール・ローザ・トラストが私的に基金を立ち上げ、1960年にひと月に及ぶプリンス・シアターでのシーズンを主催したが、1960年9月17日の『ドン・ジョヴァンニ』によって一座はその活動に幕を下ろした。サドラーズ・ウェルズがカール・ローザ・オペラの人員の一部、並びにツアー日程の多くを引き受けることになった。
1997年にピーター・マロイの芸術監督の下、新しいカール・ローザ・オペラ有限責任会社が立ち上げられることになった。以降、同団はウェスト・エンドのシーズンで公演を行うとともに英国内や外国への巡業を行い、ギルバート・アンド・サリヴァンの新たな演目、ヨーロッパ本土のオペレッタ、そしてわずかならが『ラ・ボエーム』といった深刻なオペラを、多くの場合原語での上演により紹介している。指揮者にはデイヴィッド・ラッセル・ヒュームやマーティン・ハンドリーなどがいる。支配人はティモシー・ウェストらが務めている。

## 関連文献
- Abraham, G. A Hundred Years of Music. London: Gerald Duckworth, 1964.
- Raynor, H. Music in England. London: Hale, 1980.
- Smith, Cecil (Summer 1955). “The Carl Rosa Opera”. Tempo (36):  26–28. doi:10.1017/S0040298200052529. JSTOR 944031.
- Carl Rosa Opera The Oxford Times, 30 August 2006.